# 大眾ID. Buggy
大众ID. Buggy是德国汽车制造商大众汽车在2019年3月7日日内瓦汽车展上推出的一款电动沙灘概念車。这是一款复古风格的2座、无车顶和无门的电动沙灘車，設計灵感来自1960年代基于大众甲壳虫的沙灘車，例如Meyers Manx。大眾ID. Buggy由大众汽车的首席设计师Klaus Zyciora设计。

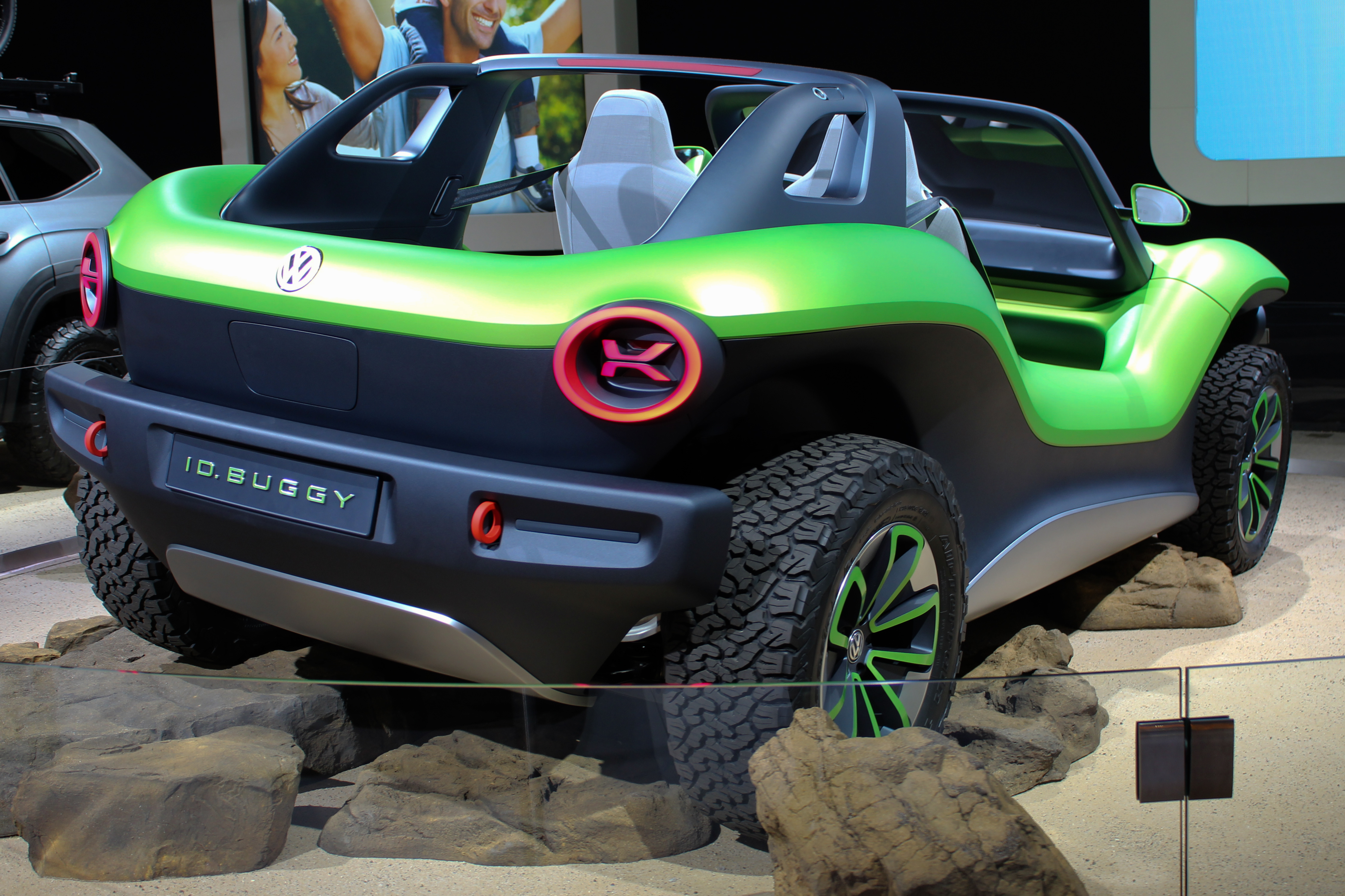
大众ID. Buggy， 2019年於纽约国际车展上展出

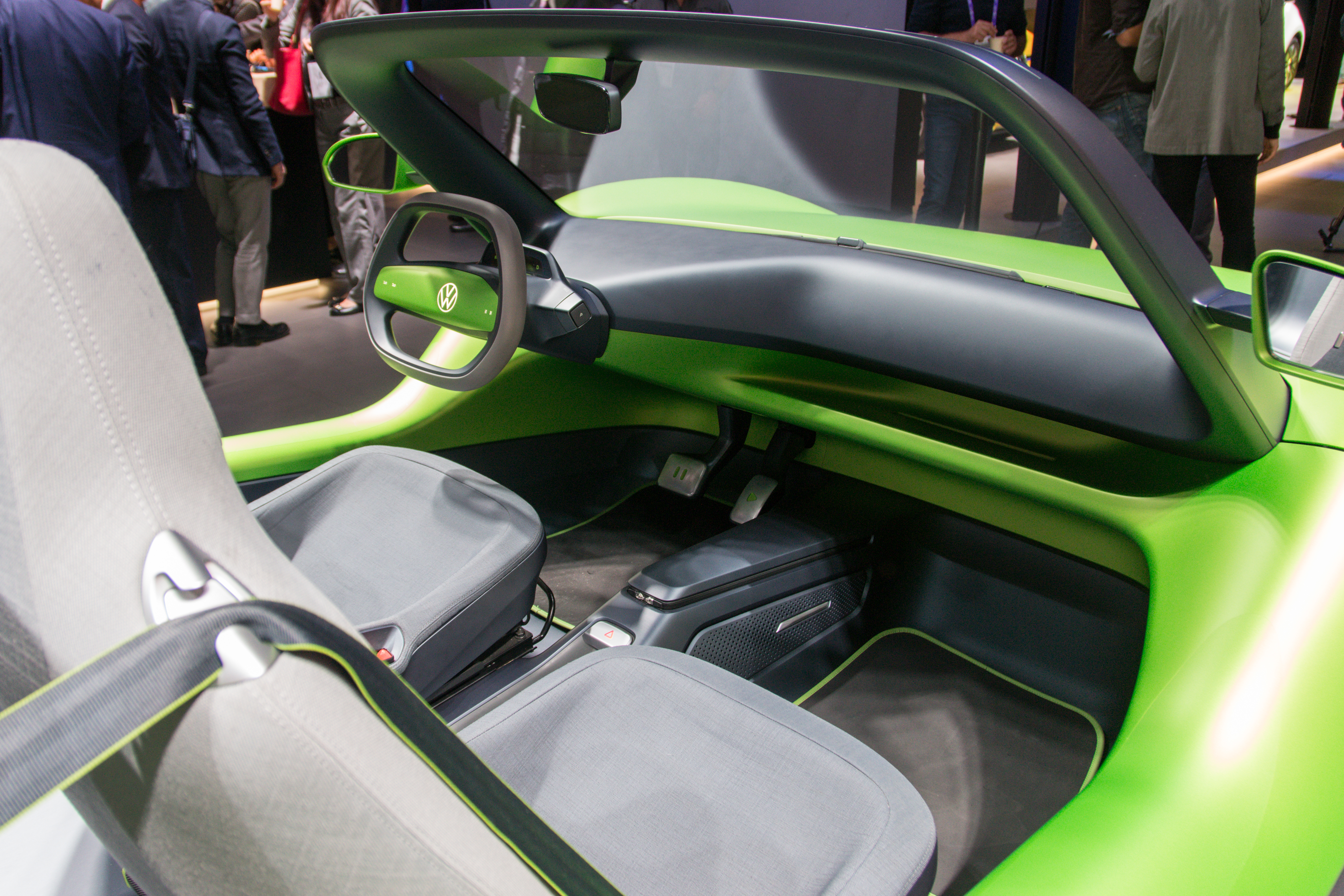
2019年德國國際車展上的大众ID. Buggy